# Andesobius barilochensis
Genre
Espèce
Synonymes
- Klapopteryx barilochensis Illies, 1960

Andesobius barilochensis est une espèce d'insectes plécoptères de la famille des Austroperlidae, la seule du genre Andesobius.

## Distribution
Cette espèce se rencontre au Chili et en Argentine.

## Publication originale
- Illies, J. 1960 : Penturoperlidae, eine neue Plecopterenfamilie. Zoologischer Anzeiger Leipzig, vol. 164, p. 26-41.
- McLellan, I.D. 2001 : A revision of South American Austroperlidae (Plecoptera). Aquatic Insects, vol. 23, n. 3, p. 233-251.